# Тухольский, Курт
Курт Тухольский (нем. Kurt Tucholsky; 9 января 1890, Моабит, Берлин — 21 декабря 1935, Гётеборг) — немецкий писатель еврейского происхождения, поэт и журналист. Он также писал под псевдонимами Каспар Хаузер, Петер Пантер, Теобальд Тигер и Игнац Вробель.

## Биография

### Детство и юность
Курт Тухольский родился 9 января 1890 года в берлинском районе Моабит, в доме по адресу Любекер-штрассе, 13. Раннее детство он провёл в Штеттине, куда его отец, банковский работник Алекс Тухольский (1855—1905), переехал по работе. В 1899 году семья, в которой, кроме Курта было двое детей, вернулась в Берлин. После смерти отца осталось достаточно средств, чтобы Курт мог учиться. Он посещал Французскую гимназию в Берлине, затем гимназию императора Вильгельма. С 1907 года он занимается с частными педагогами. В 1909—1910 годах он изучает право в Берлине и Университете Женевы.
Интересы Тухольского всё больше склоняются к литературе. В 1911 году в Праге он посещает высоко ценимого им писателя и друга Кафки Макса Брода. 9 января 1913 года появилась его первая статья в лево-либеральном театральном журнале Die Schaubühne (Театральная сцена), позже трансформировавшегося в политический еженедельник Die Weltbühne (Мировая сцена), который издавал добрый друг и ментор Тухольского Зигфрид Якобсон. В конце концов, захваченный активной журналистской деятельностью, Тухольский не стал сдавать выпускные экзамены на юриста. Правда, в начале 1914 года он смог защитить в Йенском университете диссертацию по ипотечному праву.

### Первая мировая война
В отличие от многих других писателей и поэтов Германии, Тухольский не делал ура-патриотических выступлений. Он был призван в армию и 10 апреля 1915 года был отправлен в Польшу на Восточный фронт. Вначале он служил в сапёрном батальоне, затем штабным писарем. С 1916 года выпускал фронтовую газету «Лётчик». В конце войны он попал в Румынию, где крестился в протестантизм.
Тухольский вспоминал об этом периоде жизни так:

Три с половиной года войны я увиливал, как только мог <…> Я испробовал все средства для того, чтобы не быть застреленным и не стрелять самому — кроме самых скверных. Но если бы я был вынужден, я бы пошёл на всё: не пренебрёг бы ни взяткой, ни другим наказуемым поступком. Многие так делали.Оригинальный текст (нем.)Ich habe mich dreieinhalb Jahre im Kriege gedrückt, wo ich nur konnte. […] ich wandte viele Mittel an, um nicht erschossen zu werden und um nicht zu schießen – nicht einmal die schlimmsten Mittel. Aber ich hätte alle, ohne jede Ausnahme alle, angewandt, wenn man mich gezwungen hätte: keine Bestechung, keine andre strafbare Handlung hätt' ich verschmäht. Viele taten ebenso.— И. Вробель. А где Вы были в войну, господин ? // Die Weltbühne от 30 марта 1926 года.
Тухольский вернулся с войны убеждённым пацифистом и антимилитаристом.

### В Веймарской республике
В декабре 1918 года Тухольский стал главным редактором газеты Ульк, еженедельного юмористического приложения к лево-либеральной газете Berliner Tageblatt. Кроме того, он продолжал регулярно сотрудничать в Die Weltbühne, причём придумал для себя много псевдонимов: Игнац Вробель (Ignaz Wrobel), Теобальд Тигер (Theobald Tiger), Петер Пантер (Peter Panter) и Каспар Хаузер. Реже использовались псевдонимы Паулюс Бюнцли (Paulus Bünzly), Теобальд Кёрнер (Theobald Körner) и Old Shatterhand. Они были необходимы, так как Тухольский имел широкий диапазон: от политических передовиц и судебных обзоров (с ироническими и сатирическими замечаниями) до стихов и книжного обозрения. При этом «люди» с псевдонимами не только печатались в одном и том же издании, но и писали друг другу предисловия и даже полемизировали между собой.
Сам Тухольский так объяснял происхождение своих псевдонимов:

Аллитерированные сёстры и братья — детище моего берлинского репетитора по праву. <…> Людей, на которых он иллюстрировал гражданский кодекс, исполнительные заключения или уголовный процесс звали не А и Б, не «наследник» и «завещатель». Их звали Бенно Бюффель и Теобальд Тигер, Петер Пантер и Исидор Илтис, Леопольд Лёве и так далее по всему алфавиту. <…> Вробель — автор нашего учебника по алгебре, и так как имя Игнац показалось мне особенно отвратительным, шершавым и гадким, я устроил этот маленький акт саморазрушения и окрестил так часть моего бытия. Каспар Хаузер не нуждается в представлении.Оригинальный текст (нем.)Die alliterierenden Geschwister sind Kinder eines juristischen Repetitors aus Berlin. […] Die Personen, an denen er das Bürgerliche Gesetzbuch und die Pfändungsbeschlüsse und die Strafprozeßordnung demonstrierte, hießen nicht A und B, nicht: Erbe und nicht Erblasser. Sie hießen Benno Büffel und Theobald Tiger; Peter Panter und Isidor Iltis und Leopold Löwe und so durchs ganze Alphabet. […]
Wrobel – so hieß unser Rechenbuch;[4] und weil mir der Name Ignaz besonders häßlich erschien, kratzbürstig und ganz und gar abscheulich, beging ich diesen kleinen Akt der Selbstzerstörung und taufte so einen Bezirk meines Wesens.
Kaspar Hauser braucht nicht vorgestellt zu werden.— Начало // Mit 5 PS. Берлин, 1928, S. 12f.
Помимо журналистики, Тухольский сочинял тексты, песни и куплеты для кабаре «Шум и дым» (под руководством Макса Рейнхардта), получившие большое распространение в послевоенной Германии. В октябре 1919 года в свет вышел сборник стихов Тухольского «Благочестивые песни» (Fromme Gesänge).
В политической журналистике Тухольский дебютировал в начале 1919 года серией антимилитаристских статей «Военные документы» (Militaria), где он подверг острым нападкам вильгельмовский дух немецкого офицерского корпуса.
Не менее жёстко он клеймил политические убийства левых, либералов и пацифистов, участившиеся в первые годы существования Веймарской республики (в частности, убийства Карла Либкнехта, Розы Люксембург, Маттиаса Эрцбергера, Вальтера Ратенау и нападения на Филиппа Шейдемана и Максимилиана Гардена). Присутствуя на процессе праворадикальных убийц (см. также Консул (организация) и Фемический суд), Тухольский утверждал, что судья разделяет монархические и националистические взгляды подсудимых и симпатизирует им. Он писал:

Политические убийства в Германии в последние 4 года являются систематическими и чётко организованными. <…> Всё запланировано с самого начала: подстрекательство неизвестных спонсоров, преступление (всегда исподтишка), небрежное расследование, тухлые отговорки, пара фраз, жалкие уловки, мягкое наказание, отсрочка наказания, льготы — в общем, «продолжайте дальше!»
<…>

Это не плохое правосудие. Это не недостатки правосудия. Это вообще не правосудие. Балканам и Южной Америке в этом отношении далеко до нынешней Германии.Оригинальный текст (нем.)Der deutsche politische Mord der letzten vier Jahre ist schematisch und straff organisiert. […] Alles steht von vornherein fest: Anstiftung durch unbekannte Geldgeber, die Tat (stets von hinten), schludrige Untersuchung, faule Ausreden, ein paar Phrasen, jämmerliches Kneifertum, milde Strafen, Strafaufschub, Vergünstigungen – „Weitermachen!“ […]

Das ist keine schlechte Justiz. Das ist keine mangelhafte Justiz. Das ist überhaupt keine Justiz. […] Balkan und Südamerika werden sich den Vergleich mit diesem Deutschland verbitten.— Процесс Харден // Die Weltbühne. 21 декабря 1922, с. 638
Тухольский также не скупился на критику демократических политиков, которые, по его мнению, были слишком терпимы к своим политическим оппонентам. Он не только писал о политике, но и сам прямо участвовал в политической деятельности: так, он был одним из организаторов пацифистской и антимилитаристской организации «Союз фронтовиков за мир» и пытался вступить в НСДПГ. Однако членом НСДПГ Тухольский так и не стал из-за критики отдельных её представителей — в частности, Рудольфа Гильфердинга, редактора партийной газеты «Фрайхайт»:

Доктор Рудольф Гильфердинг был заслан Имперским союзом против социал-демократии в редакцию «Фрайхайт». Всего за два года ему удалось привести издание в такой упадок, что оно больше не представляет никакой опасности.Оригинальный текст (нем.)Herr Dr. Rudolf Hilferding wurde vom Reichsverband zur Bekämpfung der Sozialdemokratie in die Redaktion der ‚Freiheit‘ entsandt. Es gelang ihm, das gefährliche Blatt in zwei Jahren derart herunterzuwirtschaften, daß sowohl von einem Blatt wie von einer Gefahr nicht mehr gesprochen werden kann.— Послужные списки // Die Weltbühne. 3 марта 1925, с. 329
В феврале 1924 года в жизни Тухольского происходят значительные перемены. Он разводится со своей женой, врачом Элизой Вайль (на которой женился в мае 1920 года), заключает контракт с Якобсоном и в качестве корреспондента «Die Weltbühne» и «Vossische Zeitung» выезжает в Париж. 30 августа того же года он женится на своей давней подруге Мари Герольд.
В 1924 году Тухольский становится членом берлинской масонской ложи Zur Morgenröte, а в июне 1926 года — двух парижских лож — L’Effort и Les Zélés Philanthropes (Великий восток Франции).
В 1926 году Тухольский выбран в правление «Союза революционных пацифистов», основанного Куртом Хиллером.
Тухольский продолжает клеймить судебную систему Веймарской республики в своей статье «Немецкие судьи». Он убеждён, что нужна вторая революция для того, чтобы достигнуть коренного изменения антидемократических тенденций. Он писал:

Вариантов сопротивления не существует? Есть только один путь — большой, действенный, серьёзный: сопротивление антидемократическому, глумливому классовому давлению, враждебному идее справедливости… Чтобы очистить бюрократию, есть только одно. Это слово я не хотел бы употреблять, так как оно уже не приводит в трепет власти предержащие. Это слово — переворот. Генеральная уборка. Очистка. Проветривание.Оригинальный текст (нем.)Gibt es keine Gegenwehr? Es gibt nur eine große, wirksame, ernste: den antidemokratischen, hohnlachenden, für die Idee der Gerechtigkeit bewußt ungerechten Klassenkampf. … Es gibt, um eine Bürokratie zu säubern, nur eines. Jenes eine Wort, das ich nicht hierhersetzen möchte, weil es für die Herrschenden seinen Schauer verloren hat. Dieses Wort bedeutet: Umwälzung. Generalreinigung. Aufräumung. Lüftung.— Немецкие судьи // Die Weltbühne. 12, 19 и 26 апреля 1927 года.
В декабре 1926 года умер Зигфрид Якобсон, и Тухольский возвращается в Берлин, чтобы занять его место в качестве редактора «Die Weltbühne». Однако долго в роли «старшего пишуще-управляющего издателя» он не выдерживает и передаёт свой пост (который становился всё более опасным) своему коллеге и соратнику фон Осецкому. Во время своего пребывания за границей Тухольский полемизирует со своими противниками, которые охотно оскорбляются его воззрениями. В 1928 году против него было даже открыто дело об оскорблении религиозных чувств за стихотворение «Песня английского мальчика из церковного хора».
В 1928 году Тухольский окончательно порывает с Мари. Отпуск 1929 года он проводит в Швеции с журналисткой Лизой Маттиас. Впечатления от этого отдыха позже станут основой для «Замка Грипсхольм».

### Эмиграция и молчание
К началу 1930-х годов Тухольскому стало ясно, что его предостережения о наступлении нацизма совершенно напрасны. Летом 1929 года он снимает виллу Недшёлунд (Nedsjölund) в городе Хиндос в окрестностях Гётеборга и надолго там поселяется. Он быстро распознал в Гитлере опасного фанатика. «Они вооружаются для путешествия в Третий рейх» — писал Тухольский за год до переворота. Он не предавался иллюзиям, зная, куда ведёт Германию Гитлер.
В 1931 году начался «процесс Вельтбюне», на котором Осецкий и журналист Вальтер Крайзер были осуждены на 18 месяцев тюрьмы за «государственную измену». Им инкриминировали статью в «Die Weltbühne» (от 12 марта 1929 года), вскрывающую тайное расширение и модернизацию Люфтваффе. После этого процесса Тухольский рассматривал свои возможности печатать критические статьи как очень ограниченные. Против самого Тухольского было выдвинуто обвинение в клевете на рейхсвер за его выражение «Солдаты — убийцы». Памятуя печальную судьбу Осецкого, Тухольский предпочёл не приезжать в Германию на судебные заседания. В июле 1932 года он был заочно оправдан. Он понимал, что его невозвращение играет против него, но возвращение на родину угрожало его жизни. Он писал Мари Герольд:

На людях остаётся мучительно влачить остаток дней своих. Есть тут что-то от дезертирства: заграница, оставить на произвол судьбы, товарищ Осс [Осецкий] в тюрьмеОригинальный текст (нем.)Nach außen bleibt ein Erdenrest zu tragen peinlich. Es hat so etwas von Desertion, Ausland, im Stich lassen, der Kamerad Oss im Gefängnis— Тухольский К. Наша непрожитая жизнь. Письма к Мари. Reinbek, 1982, S. 537.
Незадолго до смерти он раскаивался в своём решении, принятом летом 1932 года:

Но в случае с Оссом я не приехал, я тогда отказался, эта была смесь лени, трусости, отвращения, презрения — но я всё же должен был приехать. То, что я не мог ему помочь, то, что мы оба наверняка были бы осуждены, что я, возможно, попал бы в когти этим зверям — всё это я знаю, но чувство вины меня не отпускает.Оригинальный текст (нем.)Aber im Falle Oss bin ich einmal nicht gekommen, ich habe damals versagt, es war ein Gemisch aus Faulheit, Feigheit, Ekel, Verachtung – und ich hätte doch kommen sollen. Daß es gar nichts geholfen hätte, daß wir beide sicherlich verurteilt worden wären, daß ich vielleicht diesen Tieren in die Klauen gefallen wäre, das weiß ich alles – aber es bleibt eine Spur Schuldbewußtsein.— Письмо Хедвигу Мюллеру от 19 декабря 1935 года.
Уже с 1931 года Тухольский практически прекращает публицистическую деятельность. Разрыв с Лизой Маттиас, смерть близкого друга и хронические проблемы со здоровьем (его оперировали 5 раз) усиливали его пессимистический настрой. Его последняя большая статья в «Вельтбюне» увидела свет 8 ноября 1932 года. Позже публиковались только «лоскутки» (Schnipsel), как он называл свои афоризмы.
После прихода к власти в Германии нацистов «Die Weltbühne» была запрещена, а Тухольский 23 августа 1933 года был заочно лишён германского гражданства за «антигерманскую деятельность». При этом в шведском подданстве Тухольскому было отказано, к тому же он не имел права на политические высказывания, что, возможно, стало одной из причин самоубийства.

### Смерть
14 октября 1935 года Тухольский попал в больницу с жалобами на желудок и провёл там три недели. С этого времени он не может спать без барбитуратов. Вечером 20 декабря он принял слишком большую дозу. На следующий день его обнаружили впавшим в кому. В тот же день он скончался в клинике Гётеборга. Вопрос о том, была ли смерть Тухольского самоубийством, до сих пор оспаривается (в частности, его биографом Михаэлем Хеппом).
Пепел Тухольского летом 1936 года был погребён под дубом в окрестностях замка Грипсхольм в городе Мариефред («Замок Грипсхольм» — один из наиболее известных произведений Тухольского). Сразу после войны была установлена надгробная плита с надписью из Фауста: Все быстротечное — Символ, сравненье (пер. Б. Пастернака). Сам Тухольский ещё в 1923 году сочинил автоэпитафию: «Здесь покоится золотое сердце и железный рот. Спокойной ночи!»

## Творчество
Тухольский относится к числу наиболее известных публицистов времён Веймарской республики. Занимаясь политической журналистикой и некоторое время являясь соиздателем еженедельного журнала «Die Weltbühne» («Вельтбюне» «Всемирная Трибуна»), Тухольский работал на поприще общественной критики в традиции Генриха Гейне. В то же время Тухольский зарекомендовал себя как талантливый сатирик, кабареттист, поэт-песенник, автор романов и лирик. Как публицист, он был очень плодотворен: свыше 3000 статей в почти сотне изданий (основная часть статей, около 1600, опубликована в «Вельтбюне»). Помимо этого, при его жизни увидели свет 7 сборников стихотворений и рассказов. Создал образ немецкого мещанина-реакционера «господина Вендринера».
Помимо коротких зарисовок и стихов, Тухольский написал три книги: путевые заметки «Книга Пиренеев» (Ein Pyrenäenbuch), «Райнсберг. Книжка с картинками для влюбленных» (Rheinsberg: Ein Bilderbuch für Verliebte) и самое знаменитое своё произведение — роман «Замок Грипсхольм» (Schloß Gripsholm). Ни одно из этих произведений не переведено на русский язык. Несколько стихотворений и коротких эссе, переведённых на русский, не дают отечественному читателю полного представления о своеобразном стиле Тухольского, его живом языке, полном юмора, иронии и самоиронии.
Тухольский относил себя к левым демократам, пацифистам и антимилитаристам и предостерегал от угроз антидемократического развития в направлении национал-социализма, прежде всего, в политике, военной области и юстиции.
Тухольский восхищался Травеном, образ мистера Коллинса в романе «Белая роза» для него самое любимое из удавшихся изображений коммерсантов в литературе.
С 1928 года вплоть до самой смерти Тухольский вёл своеобразный творческий дневник под названием «Черновая тетрадь».

### На русском языке
- Человек что надо: Из книги «MIT 5 PS». — М.: Огонек, 1931.
- Стихотворения // Немецкая демократическая поэзия 1914—1953. — М., Гослитиздат, 1955, 831 с.
- Стихотворения // Колесо фортуны: Стихи немецких поэтов в переводе Льва Гинзбурга. М., Художественная литература — (Мастера художественного перевода).
- Стихотворения // Западноевропейская поэзия XX века. — М., Художественная литература, 1977 — (Библиотека всемирной литературы. Серия третья. Том 152) — 860 с. (ISBN не указан).
- Стихотворения // Колесо фортуны: Лирика Вагантов. Немецкая народная поэзия в переводах Льва Гинзбурга. М., Зеркало-М, 1998. ISBN 5-89853-004-5.
- Эссе // Новые переводы: Хрестоматия в помощь студентам-филологам. — М., «УРАО», 2005.
- К. Тухольский // Поэты немецкого литературного кабаре. — М., Наука, 2008—688 с. — (Библиотека зарубежного поэта). ISBN 978-5-02-026295-9.
- Проза // Вопросы литературы, 1971 № 6, 1972 № 11, 1986 № 8, 1990 № 8, 1994 № 2; Юность, 1994 № 4

## Память
Курт Тухольский изображен на почтовых марках ГДР 1970, 1985 и 1990 годов.
В Рейнсбергском дворце находится Литературный музей Курта Тухольского.

## Галерея
- Почтовая марка 1985 г.
- Мемориальная доска в Берлине.